# Ernstpeter Maurer
Ernstpeter Maurer (* 22. Juli 1957 in Siegen) ist ein deutscher Theologe und Professor für Systematische Theologie an der TU Dortmund.

## Leben
Vor seinem Abitur war Maurer von 1973 bis 1976 Jungstudent an der Staatlichen Hochschule für Musik in Köln im Fach Klavier. 
Nach seinem Abitur studierte Maurer Evangelische Theologie von 1976 bis 1983 an den Universitäten Bonn, München und Duke (Durham NC, USA) und schloss 1983 mit der ersten Theologischen Prüfung ab.  
1988 promovierte er in Bonn über Sprachphilosophische Aspekte in Karl Barths «Prolegomena zur Kirchlichen Dogmatik». Er war von 1988 bis 1994 Wissenschaftlicher Assistent (C1) am Ökumenischen Institut der Evangelisch-Theologischen Fakultät der Universität Bonn. 1994 habilitierte er sich (venia legendi für Systematische Theologie): Der Mensch im Geist. Untersuchungen zur Anthropologie bei Hegel und Luther.
Er wirkte darauf bis 1995 als Privatdozent und Oberassistent (C2) am Ökumenischen Institut der Evangelisch-Theologischen Fakultät der Universität Bonn und ist seit 1995 Professor für Evangelische Theologie und ihre Didaktik mit dem Schwerpunkt Systematische Theologie an der TU Dortmund.
Maurer wohnt in Dortmund mit seiner Frau und hat einen Sohn aus seiner ersten Ehe.

## Werke (Auswahl)
- Sprachphilosophische Aspekte in Karl Barths "Prolegomena zur kirchlichen Dogmatik". Frankfurt 1989.
- Der Mensch im Geist. Untersuchungen zur Anthropologie bei Hegel und Luther. Gütersloh 1996.
- Rechtfertigung. Konfessionstrennend oder konfessionsverbindend? (Ökumenische Studienhefte; 8). Göttingen 1998
- Luther. Freiburg 1999
- Der lebendige Gott : Texte zur Trinitätslehre. Gütersloh 1999
- Grundlinien der Dogmatik. Rheinbach 2005, 2. Aufl. 2012.